# Inachus leptochirus
Inachus leptochirus is een krabbensoort uit de familie van de Inachidae. De wetenschappelijke naam van de soort is voor het eerst geldig gepubliceerd in 1817 door Leach.